# Wereldkampioenschappen judo 1973
De Wereldkampioenschappen judo 1973 was de 8ste editie van de Wereldkampioenschappen judo en werd gehouden in Lausanne, Zwitserland van 22 juni 1973 tot en met 24 juni 1973

## Medaillewinnaars

### Mannen
| Gewichtsklasse | Goud              | Zilver           | Brons                                   |
| -------------- | ----------------- | ---------------- | --------------------------------------- |
| -63 kg         | Yoshiharu Minami  | Takao Kawaguchi  | Schangeli Pitschelauri Héctor Rodríquez |
| -70 kg         | Toyokazu Nomura   | Dietmar Hötger   | Anatoli Novikov Kazuro Yoshimura        |
| -80 kg         | Shozo Fujii       | Isamu Sonoda     | Bernd Look Anton Reiner                 |
| -93 kg         | Nobuyuki Sato     | Takafumi Uegushi | Dietmar Lorenz David Starbrook          |
| +93 kg         | Chonosuke Takagi  | Ramaz Nichiradze | Serhei Novikov Keith Remfry             |
| Open           | Kazuhiro Ninomiya | Haruki Uemura    | Klaus Glahn Wolfgang Zuckschwerdt       |

## Medaillespiegel
| Plaats | Land                           | Goud | Zilver | Brons | Totaal |
| 1      | Japan                          | 6    | 4      | 1     | 11     |
| 2      | Duitse Democratische Republiek | 0    | 1      | 3     | 4      |
| 2      | Sovjet-Unie                    | 0    | 1      | 3     | 4      |
| 4      | Verenigd Koninkrijk            | 0    | 0      | 2     | 2      |
| 5      | West-Duitsland                 | 0    | 0      | 1     | 1      |
| 5      | Polen                          | 0    | 0      | 1     | 1      |
| 5      | Cuba                           | 0    | 0      | 1     | 1      |
| Totaal | Totaal                         | 6    | 6      | 12    | 24     |